# Gesellschaft der Freunde junger Kunst Baden-Baden

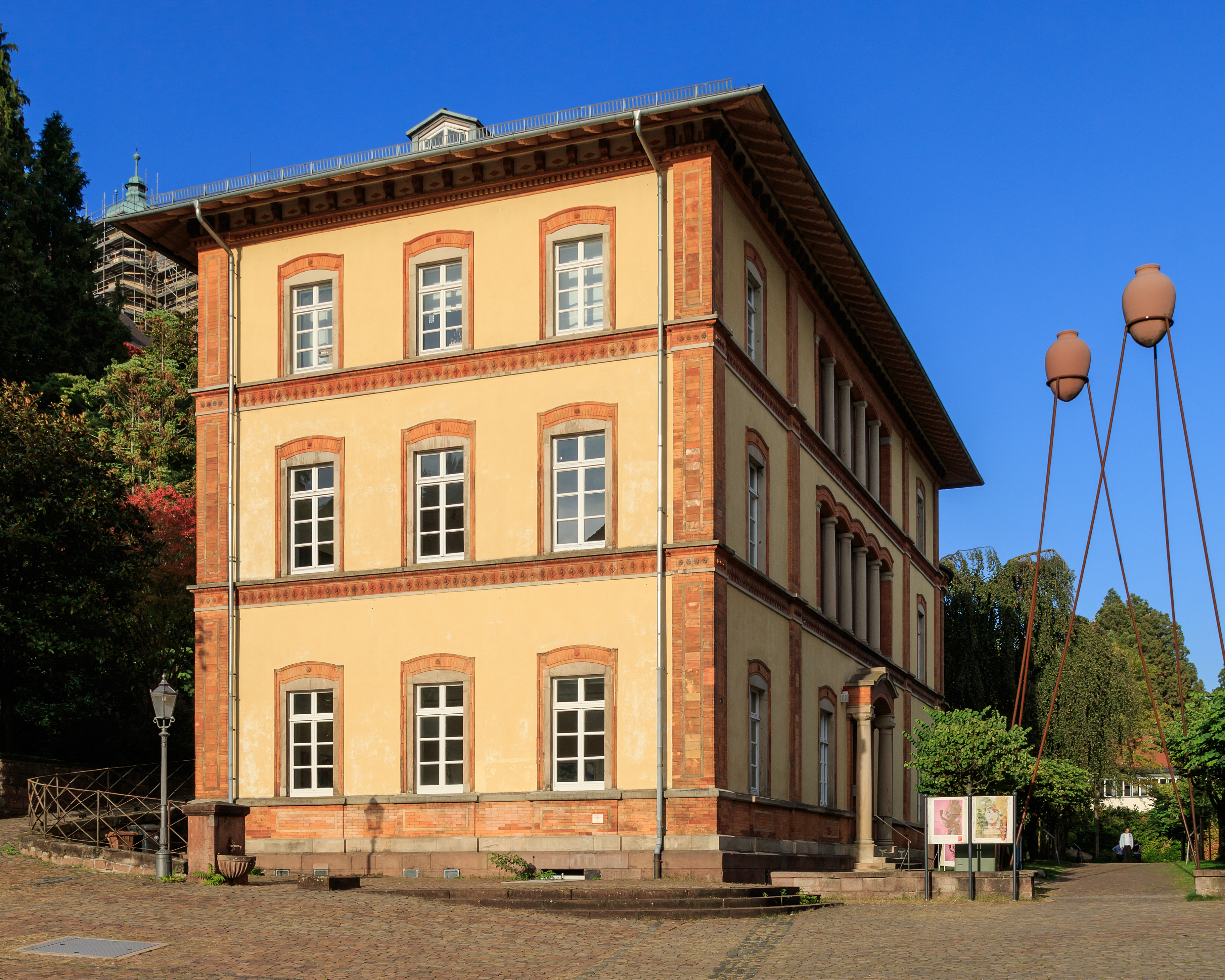
Altes Dampfbad Baden-Baden und Vasen auf Stelzen

Die Gesellschaft der Freunde junger Kunst Baden-Baden ist ein gemeinnütziger, eingetragener Verein, der sich der Vermittlung Zeitgenössischer Kunst widmet. Die Mitgliedschaft steht jedem offen. Die Gesellschaft gehört der Arbeitsgemeinschaft Deutscher Kunstvereine (ADKV) an, sie hat ihren Sitz im Alten Dampfbad, welches 1846 nach Plänen von Heinrich Hübsch am Marktplatz von Baden-Baden erbaut wurde. Die Skulptur „Vasen auf Stelzen“ von Franz Stähler verweist seit dessen Ausstellung im Jahr 1998 weithin sichtbar auf den Sitz der Gesellschaft.

## Geschichte
Die Gesellschaft wurde im Jahr 1955 im Umkreis der im Agis-Verlag erscheinenden Zeitschrift „das kunstwerk“ gegründet. Initiatoren der Gründung waren der Kunsthistoriker Dietrich Mahlow, der Journalist Leopold Zahn und der Künstler Klaus Jürgen Fischer. Klaus Jürgen-Fischer übernahm den Vorsitz, Dietrich Mahlow die Geschäftsführung. 1956 wurde Dietrich Mahlow auch Leiter der Staatlichen Kunsthalle Baden-Baden, was in den nächsten zwei Jahrzehnten zu einer engen Kooperation der beiden Institutionen sowohl im Ausstellungswesen als auch im sonstigen Programm führte.
Im Gründungsjahr hatte der Verein 75 Mitglieder. 2016 hatte der Verein 444 Mitglieder, darunter 314 Künstler, 2019 waren es 422, davon 296 Künstler. Die Mitglieder kommen vor allem aus Baden-Württemberg, aber auch aus dem übrigen Deutschland, aus Frankreich und der Schweiz.

## Positionen
Die Gesellschaft ist der älteste Kunstverein in Baden-Baden und für alle Kunstströmungen offen. Sie fördert zeitgenössische Kunst durch Ausstellungen (jährlich in der Regel sechs), begleitende Diskussionsveranstaltungen, Künstlergespräche, Lesungen und Führungen. Im Mittelpunkt steht der Dialog zwischen Künstlern und Kunstinteressierten. In regelmäßigen Abständen finden Ausstellungen statt, in denen die Künstlermitglieder ihre Arbeiten präsentieren.
Auf Vorschlag der Gesellschaft vergibt die Stadt Baden-Baden seit 1982 den Preis „Künstler in Baden-Baden“, eine Auszeichnung für in der Stadt geborene oder ansässige Künstler, die sich mit ihren Arbeiten besonders hervorgetan haben. Durch das städtische Preisgeld wird eine Ausstellung mit Katalog durch die Gesellschaft der Freunde junger Kunst ermöglicht.

## Vorsitzende der Gesellschaft seit ihrer Gründung
- 1955–1970: Leopold Zahn (Geschäftsführer: Dietrich Mahlow)
- 1970–1972: Otto Schrag
- 1972–1982: Alice Schrag
- 1982–1984: Klaus Jürgen-Fischer
- 1984–1988: Eberhard Eckerle
- 1988–1998: Jutta Dambach-Stierle
- seit 1998: Karl Manfred Rennertz